# استكشاف أورانوس

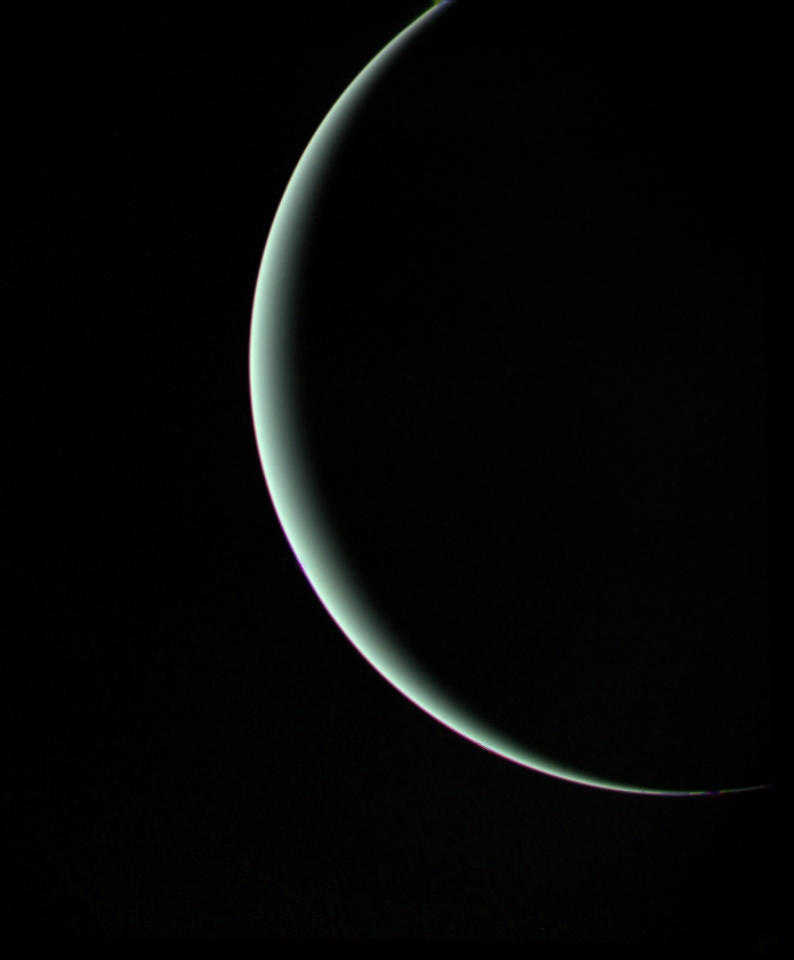

استُكشف أورانوس حتى الآن بواسطة التلسكوبات ومركبة ناسا الفضائية فوياجر 2، التي قامت بأكبر اقتراب لها من أورانوس في 24 يناير عام 1986. اكتشفت فوياجر2 عشرة أقمار، ودرست غلاف الكوكب الجوي البارد، وفحصت نظام حلقاته، واكتشفت حلقتين جديدتين. وقد صوّرت أقمار أورانوس الخمسة الكبيرة، مبينةً أنّ سطحها مغطى بفوهات صدمية وأخاديد.
اقتُرح عدد من المهمات الاستكشافية لأورانوس ولكن لم يُوافق على أي منها حتى العام 2018.

## فوياجر 2
قامت فوياجر 2 بأكبر اقتراب لها من أورانوس في 24 يناير عام 1986. وصلت لمسافة 81500 كيلومتر (50600 ميل) من القمم السحابية للكوكب. كان هذا أول تحليق كوكبي منفرد لمسبار، منذ أن أنهت فوياجر1 جولتها للكواكب الخارجية في قمر زحل تايتان.
يشكل أورانوس ثالث أكبر كواكب المجموعة الشمسية. وهو يدور حول الشمس على بعد 2.8 مليار كيلومتر (1.7 مليون ميل)، ويكمل دورة كاملة كل 84 عام. قاست فوياجر2 طول اليوم على كوكب أورانوس وهو يبلغ 17 ساعة و14 دقيقة. يتميز أورانوس بأنه مائل على جانبه. يُعتقد أنّ موقعه غير العادي هو نتيجة تصادمه مع جسم بحجم كوكب في بدايات تاريخ النظام الشمسي. بسبب توجهه الغريب وتعرض مناطقه القطبية للشمس أو الظلام لفترات زمنية طويلة ووصول فوياجر2 في وقت انقلابه، لم يتأكد العلماء مما يتوقعون أن يجدوه في أورانوس.
لم يكن وجود مجال مغناطيسي لأورانوس معروفاً حتى وصول فوياجر2. يمكننا القول أنّ شدة مجاله المغناطيسي مشابهة لشدة مجال الأرض. على الرغم من اختلاف هذه الشدة من نقطة لأخرى بسب انزياحها الكبير عن مركز أورانوس. يشير التوجه الغريب للحقل المغناطيسي إلى أنّ هذا الحقل تولّد في عمق متوسط في باطن أورانوس حيث الضغط مرتفع بشكل كافي ليصبح الماء موصلاً كهربائياً. وجدت فوياجر2 أنّ واحداً من أهم التأثيرات البارزة لوضعية الكوكب الجانبية هو تأثيره على ذيل الحقل المغناطيسي، والذي يميل بحد ذاته بمقدار 60 درجة عن محور دوران الكوكب. تبين أنّ سبب التواء الذيل المغناطيسي خلف الكوكب هو دوران الكوكب بشكل مفتاح لولبي.
عُثر على حزم إشعاعية في أورانوس ذات شدة مماثلة لمثيلاتها في زحل، شدة الإشعاعات في هذه الحزم هي كالإشعاع الذي يُعتّم (يجعل لونه داكناً) (خلال 100000 عام) الميثان المحصور في السطوح الجليدية للأقمار الداخلية وجسيمات حلقة أورانوس. ربما ساهم هذا في السطوح المظلمة للأقمار وجسيمات الحلقة، والتي تملك اللون الرمادي نفسه تقريباً.
اكتُشفت طبقة عالية من الضباب حول القطب المُشمس، الذي يشع كميات كبيرة من الضوء فوق البنفسجي، وتُعرف هذه الظاهرة ب‹‹التوهج الإلكتروني››. متوسط درجة حرار الغلاف الجوي حوالي 59 كلفن (-214.2 درجة مئوية). المفاجئ أنّ للأقطاب المظلمة والمضيئة وغالبية الكوكب درجة الحرارة نفسها تقريباً عند قمم السحب.
اكتشفت فوياجر2 عشرة أقمار جديدة، ليصل العدد الإجمالي للأقمار إلى 15 في ذلك الوقت. أغلب الأقمار الجديدة صغيرة الحجم، ويبلغ قطر أكبرها حوالي 150كيلومتر (93ميل).
اكتُشف القمر ميراندا، وهو أكثر الأقمار قرباً لأورانوس من بين الأقمار الخمسة الكبيرة، ليكون واحداً من أغرب الأجسام المعروفة في النظام الشمسي. أظهرت الصور التفصيلية التي التقطتها فوياجر2 لهذا القمر أثناء تحليقها بُنى إهليلجية ضخمة سُمّيت بالهالة محاطة بتصدعات على عمق 20 كيلومتر (12ميل)، وطبقات مُدرّجة، ومزيج من الأسطح القديمة والحديثة. تقول إحدى النظريات أنّ ميراندا هو إعادة تراكم للمواد في وقت مبكر عند تحطمه بسبب اصطدام عنيف.
تظهر الأقمار الخمسة الكبيرة على أنها تكتلات صخرية جليدية مشابهة لأقمار زحل. يتميز تيتانيا بمجموعة تصدعات وأخاديد ضخمة، وهي تشير إلى نشاط جيولوجي معين، من المحتمل أن يكون نشاط تكتوني قديم. يملك أرييل أكثر السطوح لمعاناً وربماً حداثةً بين جميع أقمار أورانوس، ويظهر خضوعه لنشاط جيولوجي شكّل العديد من الأودية المتصدعة وما يبدو أنه تدفقات واسعة من المواد الجليدية. حدث القليل من النشاط الجيولوجي في قمري أومبريل وأوبيرون بالنظر إلى أسطحها القديمة والمظلمة.
درست فوياجر2 الحلقات التسعة المعروفة سابقاً وأظهرت أن حلقات أورانوس مختلفة كلياً عن حلقات زحل والمشتري. ربما يكون نظام الحلقات حديثاً نسبياً ولم يتشكل مع أورانوس في نفس الوقت. وربما تكون الجسيمات التي تشكل الحلقات بقايا قمر محطم بسبب تصادم عالي السرعة وربما تحطم بسبب التأثيرات الثقالية. واكتشفت فوياجر2 حلقتين جديدتين أيضاً.

## المهام المُقترحة
اقتُرح عدد من المهمات إلى أورانوس. فقد اقترح علماء من مختبر مولارد لعلوم الفضاء في المملكة المتحدة مهمة أورانوس باثفيندر المشتركة بين ناسا ووكالة الفضاء الأوروبية إلى أورانوس. قُدّمت دعوة لوكالة الفضاء الأوروبية من أجل إرسال مهمة من الفئة المتوسطة إلى أورانوس في ديسمبر 2010 بتوقيع 120 عالماً من أنحاء العالم، على أن تُطلق في عام 2022. حددت وكالة الفضاء الأوروبية تكلفة المهام المتوسطة بـ 470 مليون يورو.
في عام 2009، طوّر فريق من علماء الكواكب من مختبر الدفع النفاث التابع لناسا تصميماً لمتتبع مداري لأورانوس يعمل بالطاقة الشمسية. كانت نافذة الإطلاق الأفضل لمثل هذا المسبار في أغسطس 2018. وكان ليصل إلى أورانوس في عام2030. ربما تتضمن الحزمة العلمية أجهزة قياس المغناطيسية، وكاشفات الجسيمات، وربما آلة تصوير.
في عام 2011، أوصى مجلس البحوث الوطني في الولايات المتحدة الأمريكية بمهمة المسبار والمتتبع مداري لأورانوس كمرتبة ثالثة من حيث الأولوية في برنامج مهمات ناسا فلاغ شيب عن طريق استبيان العقد للعلوم الكوكبية. ومع هذا، تُعتبر هذه المهمة ذات أولوية أقل بالمقارنة مع المهمات المستقبلية إلى المريخ والنظام الجوفياني (نسبةً إلى المشتري).
المهمة إلى أورانوس هي واحدة من الاستخدامات العديدة المقترحة قيد الدراسة لنظام الإطلاق الفضائي غير المأهول للمركبات الثقيلة التابع لناسا الذي يُطور حالياً. سيقدر هذا النظام على إطلاق 1.7 طن متري إلى أورانوس.
في عام 2013، اقتُرح استخدام شراع كهربائي لإرسال مسبار إلى داخل الغلاف الجوي لأورانوس.
أعلنت ناسا في عام 2015 أنها بدأت دراسة الجدوى الاقتصادية لإمكانية إرسال مهمات مدارية إلى أورانوس ونبتون، بميزانية قدرها مليارا دولار. وحسب مدير علم الكواكب في ناسا جيم غرين، الذي بدأ هذه الدراسة، ستنطلق هكذا مهمات في أواخر العشرينيات من القرن الواحد والعشرين بأسرع ما يمكن، وهي متوقفة على موافقة مجتمع العلوم الكوكبية عليها، وقدرة ناسا على تزويد المركبة بمصادر الطاقة النووية. وتُحلل حالياً التصاميم المبدئية لهذه المهام.
مركبة إم يو إس إي التي ابتُكرت فكرتها في 2012 واقتُرحت في 2015، وهي فكرة أوروبية للمهمات المكرسة للذهاب إلى أورانوس لدراسة غلافه الجوي، وأقماره الداخلية، وحلقاته، وغلافه المغناطيسي. اقتُرح إطلاقها عن طريق صاروخ أريان5 في عام 2026، وسيكون الوصول إلى أورانوس في عام 2044، والدوران حوله حتى 2050.
في عام 2016، وُضعت فكرة مهمة أخرى، دُعيت أصول وتكوين الأنظمة الكوكبية الخارجية التي تشبه أورانوس (أوشيانيس)، وقُدّمت في عام 2017 كمنافس محتمل لمهمة ‹‹برنامج الحدود الجديدة›› المستقبلية.